# Jędrzej Krupiński
Jędrzej Krupiński (ur. 11 listopada 1744, zm. 27 kwietnia 1783) – polski lekarz anatom. Studiował medycynę na uniwersytecie w Wiedniu w klinice Antona de Haëna. 24 grudnia 1772 otrzymał promocję doktorską. W 1773 objął – wraz z Janem Franciszkiem Spaventim – urząd lekarza prowincjalnego (medicus provincialis) Lwowa, a w 1776 został naczelnym lekarzem (protomedicus) na obszarze Galicji. Organizator służby zdrowia. Do jego zasług należy poprawa warunków sanitarnych. Był wykładowcą i profesorem medycyny na uniwersytecie Lwowskim, oraz w szkole cyrulików i akuszerek.

## Publikacje
- Theses medicae pro honoribus doctoralibus obtinendis (Viennae 1772).
- Tractatus de febribus acutis generatim acceptis (Leopoli 1774).
- Podręcznik anatomii: Osteologia lub nauka o kościach ciała człowieczego (Lwów 1774 ; dostępne online), Splanchnologia lub nauka o trzewach w ciele człowieczym się znayduiących z przydatkiem wykładów fizyologicznych (Lwów 1775 ; dostępne online), Opisanie chorób powszechnieyszych, ich leczenia y osobliwszych uwag (Lwów 1775), Nauka o naczyniach w ciele człowieczem się znayduiących (Lwów 1776), Nauka o myszkach y ścięgnach (Lwów 1777).
- Wiadomość o rozciekach w powszechniości, w szczególności zaś o wodzie mineralnej kozińskiej. Poczajów 1782.